# Gunborg Hancock
Gunborg Marita Hancock, ogift Westling, under en period Londén, född 20 april 1912 i Helsingfors, död 16 oktober 2024 i Stockholm, var en svensk (finlandssvensk) litograf. Hon var från april 2022 och fram till sin död Sveriges och Nordens äldsta levande person. Hancock kom till Sverige 1944 som flykting under andra världskriget.

## Biografi
Hancock föddes i Helsingfors, Finland, under den ryska tiden. Hon tillhörde en finländsk familj som hade varit helsingforsare i fyra generationer.:9m20s Hennes föräldrar var Georg Westling (1879–1930) och Elin Dagmar Lundblad (1875–1953). Hennes far deltog samma år som Hancock föddes i de olympiska sommarspelen i segling där han tog en bronsmedalj. Svenska var språket i hemmet, och hon hade även två äldre systrar.
Efter gymnasiet blev hon antagen till konstskolan Ateneum i Helsingfors och utbildade sig till litograf. Hancock och hennes man flyttade till Paris i slutet av 1940-talet och sedan till London några år senare. Hon återvände sedan hem till Stockholm.
År 1937 gifte hon sig med sjökaptenen Georg Londén, son till kavallerigeneralen med samma namn, som stupade i vinterkriget den 5 mars 1940. Detta gjorde henne till krigsänka:12m33s vid 27 års ålder. Från 1943 till 1958 var hon gift med konstnären Robert Hancock (1912–1993). År 1944 anlände hon till Sverige med båt tillsammans med honom.:12m42s Hon tog anställning på Victor Pettersson tryckeri:16m17s och flyttade till Lilla Essingen i Stockholm år 1959, där hon fortfarande var bosatt vid sin död 2024.
År 2022 blev Hancock den äldsta levande personen i Sverige efter Flarid Lagerlunds bortgång den 9 april, samt den äldsta levande finländska personen och äldsta levande i Norden, efter österbottningen Astrid Qvists död den 18 juli 2022. Vid sin död, den 16 oktober 2024, var hon den dittills näst äldsta personen i Sverige.